# 約束してよ?一緒だよ!
「約束してよ?一緒だよ!」（やくそくしてよ いっしょだよ）は、三森すずこの楽曲。畑亜貴が作詞、shiloが作曲を手掛けた。2枚目のシングルとして2013年7月3日にポニーキャニオンから発売された。

## 音楽性
夏をイメージした80年代風の可愛らしい曲で、前作「会いたいよ...会いたいよ!」の続編に当たる。そのため歌詞にも女の子の妄想が描写されている。なお選曲に関しては前作と違い三森も参加している。レコーディングでは夏の空間をイメージしながら行なった。
PVは三森曰く「昭和のアイドルちっく」で、構成もダンスシーンの合間にプールサイドで寛ぐシーンが挿入された内容になっている。なお撮影は予報では雨と告知されていたが、意外なことに天候に恵まれたためプールサイドでのシーンも撮影できたという。

## シングルリリース
2013年7月3日にポニーキャニオンから発売された。三森のシングルとしては前作「会いたいよ...会いたいよ!」から3か月ぶりのリリースとなる。
初回限定盤（PCCG-1357）と通常盤（PCCG-70188）の2種リリースで、初回限定盤には本曲のPV・オフショット・メイキングを収録したDVDに加え、著：平松正樹、イラスト：エイチによるミニライトノベル『Jingle Love Story第2楽章』が封入されている。
2曲目「サマーバケーション」は、三森によれば夏の情景を彷彿とさせ、同時に夏休みの宿題の最中ノートに願望を書くイメージの楽曲。レコーディングではキーが高いことから音域を下げたものの、雰囲気が合わないためオリジナルのキーを猛練習したという。歌詞は「約束してよ?一緒だよ!」の妄想の世界を発展させた内容であるが、「サマーバケーション」ではそれに加えキラキラ感や胸のときめきが表現されている。

## シングル収録内容
| #         | タイトル                               | 作詞      | 作曲      | 編曲      | 時間  |
| --------- | -------------------------------------- | --------- | --------- | --------- | ----- |
| 1.        | 「約束してよ?一緒だよ!」               | 畑亜貴    | shilo     | 中西亮輔  | 3:59  |
| 2.        | 「サマーバケーション」                 | しほり    | しほり    | EFFY      | 3:46  |
| 3.        | 「約束してよ?一緒だよ!」(Instrumental) |           |           |           | 3:59  |
| 4.        | 「サマーバケーション」(Instrumental)   |           |           |           | 3:44  |
| 合計時間: | 合計時間:                              | 合計時間: | 合計時間: | 合計時間: | 15:28 |

| #  | タイトル                                              | 作詞 | 作曲・編曲 |
| -- | ----------------------------------------------------- | ---- | ---------- |
| 1. | 「約束してよ?一緒だよ!」(Music Video)                 |      |            |
| 2. | 「約束してよ?一緒だよ!」(Music Video Dance shot ver.) |      |            |
| 3. | 「off shot」                                          |      |            |
| 4. | 「Making of Music Video」                             |      |            |

## チャート
| チャート（2013年）                     | 最高位 |
| -------------------------------------- | ------ |
| オリコン                               | 12     |
| Billboard JAPAN HOT 100                | 72     |
| Billboard JAPAN Hot Singles Sales      | 9      |
| Billboard JAPAN Hot Animation          | 6      |
| サウンドスキャンジャパン（初回限定盤） | 12     |